# Сан-Пабло (Боливар)
Сан-Пабло (исп. San Pablo) — город и муниципалитет на севере Колумбии, на территории департамента Боливар.

## История
Поселение, из которого позднее вырос город, было основано в 1543 году. Муниципалитет Сан-Пабло был выделен в отдельную административную единицу в 1968 году.

## Географическое положение

Муниципалитет Сан-Пабло

Город расположен в южной части департамента, на левом берегу реки Магдалена, на расстоянии приблизительно 362 километров к юго-юго-востоку (SSE) от города Картахена, административного центра департамента. Абсолютная высота — 23 метра над уровнем моря.

Муниципалитет Сан-Пабло граничит на севере с территорией муниципалитета Симити, на северо-западе — с муниципалитетом Санта-Роса-дель-Сур, на юго-востоке — с муниципалитетом Кантагально, на западе и юго-западе — с территорией департамента Антьокия, на востоке — с территорией департамента Сантандер. Площадь муниципалитета составляет 1977 км².

## Население
По данным Национального административного департамента статистики Колумбии, совокупная численность населения города и муниципалитета в 2015 году составляла 33 291 человек.
Динамика численности населения муниципалитета по годам:
| 2005   | 2006   | 2007   | 2008   | 2009   | 2010   | 2011   | 2012   | 2013   | 2014   | 2015   |
| ------ | ------ | ------ | ------ | ------ | ------ | ------ | ------ | ------ | ------ | ------ |
| 27 010 | 27 511 | 28 085 | 28 668 | 29 280 | 29 893 | 30 535 | 31 197 | 31 876 | 32 569 | 33 291 |

Согласно данным переписи 2005 года мужчины составляли 52,1 % от населения Сан-Пабло, женщины — соответственно 47,9 %. В расовом отношении негры, мулаты и райсальцы составляли 73,7 % от населения города; белые и метисы — 26,3 %.
Уровень грамотности среди всего населения составлял 78,5 %.

## Экономика
Основу экономики Сан-Пабло составляют растениеводство, животноводство и добыча полезных ископаемых.

63,9 % от общего числа городских и муниципальных предприятий составляют предприятия торговой сферы, 26,7 % — предприятия сферы обслуживания, 8,6 % — промышленные предприятия, 0,8 % — предприятия иных отраслей экономики.